# 貝德日赫
貝德日赫（捷克語：Bedřich，—1189年3月25日）。普熱米斯爾王朝的波希米亞公爵（1172年－1173年）及（1178年－1189年）。波希米亞國王弗拉迪斯拉夫一世之子。

## 即位
1164年開始，貝德日赫被父親任命為奧洛穆茨公爵。1172年，為了貝德日赫能順利繼承爵位，弗拉迪斯拉夫一世在沒有得到神聖羅馬帝國的批准及國內貴族們的同意，私下退位讓及其子貝德日赫繼承。

## 在位期間
貝德日赫只能堅守爵位少於一年，便因在黑姆斯多夫帝國會議中被迫退位，教父神聖羅馬帝國皇帝腓特烈一世本提議由索別斯拉夫一世的兒子奧爾德日赫繼承爵位，奧爾德日赫卻宣佈放棄繼承爵位而讓弟弟索別斯拉夫二世奪得爵位。此舉雖表示同情農民，但卻與貴族和皇帝對立起來。
貝德日赫與皇帝腓特烈一世結盟，在洛杰尼采及布拉格打敗索別斯拉夫二世。皇帝腓特烈一世承認貝德日赫為帝國親王，但他也提出了由布拉格主教亨利·布熱季斯拉夫出任為諸侯，使他成為皇帝的直系附庸。腓特烈一世還任命茲諾伊莫公爵康拉德二世之子康拉德奧托成為摩拉維亞藩侯，從而將波希米亞公國劃分成為附屬於他的三個部分。貝德日赫確實成為皇帝的傀儡，當他死後，康拉德奧托成為他的繼任人。

## 家庭
貝德日赫娶了匈牙利國王蓋薩二世的女兒伊莉莎白，生了下列兒女。
- 海倫娜 (生於1158年), 與拜占庭帝國皇帝曼努埃爾一世的兒子彼得於1164年定婚
- 蘇菲亞 (1185年5月25日逝世), 嫁給邁森藩侯阿爾布雷希特
- 盧德米拉 (1240年8月14日逝世), 先嫁於博根伯爵艾斯特根六世，其後再嫁給巴伐利亞公爵路易一世。
- 弗拉季斯拉夫 (1180年逝世)
- 奧爾加 (生於約1163年)
- 瑪格麗特 (1167年8月28日逝世)

| 貝德日赫 普熱米斯爾王朝逝世於：1174年1月18日 | 貝德日赫 普熱米斯爾王朝逝世於：1174年1月18日 | 貝德日赫 普熱米斯爾王朝逝世於：1174年1月18日 |
| 統治者頭銜                                   | 統治者頭銜                                   | 統治者頭銜                                   |
| -------------------------------------------- | -------------------------------------------- | -------------------------------------------- |
| 前任： 父弗拉迪斯拉夫一世（稱國王）          | 波希米亞公爵 1172年－1173年                  | 繼任： 索別斯拉夫二世                        |
| 前任： 索別斯拉夫二世                        | 波希米亞公爵 1178年－1189年                  | 繼任： 康拉德二世                            |